# Andrey Pyatnitskiy
Andrey Vladimirovich Pyatnitskiy - em russo, Андрей Владимирович Пятницкий (Tashkent, 27 de setembro de 1967) é um ex-futebolista e treinador de futebol russo nascido no atual Uzbequistão, sendo o primeiro nativo deste país a participar de uma Copa do Mundo FIFA — a de 1994.
Notabilizou-se também por ter defendido quatro seleções: da União Soviética; a da CEI; e depois pelas do Uzbequistão natal e da Rússia, país com o qual se identifica etnicamente e terra natal de seus pais, que emigraram à então RSS Uzbeque para ajudar nos esforços de reconstrução após um terremoto local.
Apenas ele e Akhrik Tsveiba defenderam quatro seleções oficiais perante a FIFA.

## Seleção soviética
Revelado pelo Vityaz Podolsk, ao longo da década de 1980 jogou também por Start Tashkent, Paxtakor, CSKA Moscou (para cumprir suas obrigações de alistamento no Exército Vermelho) e novamente pelo Paxtakor, clube da capital do Uzbequistão.
Em 1990, integrou a seleção sub-23 da URSS campeã da Eurocopa da categoria, em outubro. No mesmo mês, fez sua única partida pela seleção principal, em vitória de 3-0 sobre Israel. Também em 1990, o Paxtakor voltou à primeira divisão do campeonato soviético. Pyatnitskiy o defendia novamente desde 1988.

## Seleções da CEI e do Uzbequistão
Com a dissolução da União Soviética e tendo a seleção do extinto país se classificado ainda em 1991 à Eurocopa 1992, foi criada provisoriamente a seleção da CEI para disputar a Euro, agrupando, sob bandeira da Comunidade dos Estados Independentes, os ex-soviéticos.
Pyatnitskiy jogou pela CEI em cinco partidas, todas em fevereiro de 1992, continuando àquela altura jogador do Paxtakor Tashkent. Ainda no primeiro semestre, transferiu-se ao Spartak Moscou, a tempo de vencer a edição final da Copa da URSS válida pela temporada 1991-92; com a extinção do país, o torneio chegou a ser renomeado Copa da CEI, travando-se em 10 de maio de 1992 sua decisão, vencida por 2-0 sobre o CSKA Moscou.
Ainda em maio, foi anunciada no dia 19 a pré-lista de 25 convocados pela CEI à Euro. Pyatnitskiy já não se fez presente, e sua ausência do torneio confirmou-se de vez na listagem final.
Na sequência, ele esteve em 1992 nos dois primeiros jogos da Seleção Uzbeque, embora ele próprio compreenda apenas parcialmente o idioma local; as partidas foram clássicos com o vizinho Tadjiquistão, que também promovia sua própria estreia como seleção.

## Seleção Russa
No Spartak Moscou, Pyatnitskiy destacou-se continentalmente ao longo da Recopa Europeia de 1992–93: em novembro, marcou em vitória por 2-0 dentro de Anfield Road sobre o Liverpool e, em março de 1993, também marcou o gol da vitória do Spartak sobre o Feyenoord em pleno De Kuip. O clube moscovita chegaria às semifinais.
Em paralelo, trasncorriam as eliminatórias da Copa do Mundo FIFA de 1994. Como somente a Seleção Russa e as seleções dos três países bálticos (Estônia, Letõnia e Lituânia) eram consideradas oficiais pela FIFA para aquele momento, as partidas inaugurais (entre 1992 e 1993) das seleções das demais ex-repúblicas da União Soviética não eram reconhecidas pela entidade, o que tornava Pyatnitskiy livre para trocar de seleção. Identificando-se etnicamente como russo e motivado também pela fraqueza da Seleção Uzbeque, ele veio a adotar imediatamente a da Rússia, estreando por ela em 28 de julho de 1993, contra a França.
No segundo semestre de 1993, Pyatnitskiy era considerado o principal jogador do Spartak, combinando "em doses similares técnica com força física", na análise do jornal espanhol Mundo Deportivo. O clube chegou até a fase de quartas-de-final da Liga dos Campeões da UEFA de 1993–94, e acabou sendo o segundo time com mais jogadores convocados à Copa do Mundo FIFA de 1994, abaixo somente dos doze do Barcelona. A convocação de Pyatnitskiy à competição o tornou o primeiro nativo do Uzbequistão a ir uma Copa do Mundo FIFA, visto que nenhum jogador local fora chamado a alguma Copa de seleções adultas pela antiga URSS.
Ao longo daquela temporada europeia de 1993-94, ele fora sondado por três clubes do campeonato espanhol - o Atlético de Madrid, em setembro de 1993; o próprio Barcelona e o Racing Santander, em abril de 1994;  e o Sporting de Gijón, no início de junho de 1994. Contudo, no Mundial de 1994, acabou sendo um dos piores em campo no jogo de estreia, contra o Brasil, e não seria usado nas partidas seguintes da campanha russa.
A despeito do Mundial ruim, recebeu em 1995 nova sondagem espanhola, com um diretor do Celta de Vigo viajando a Moscou para observa-lo. Pyatnitskiy jogou pela sua última seleção até precisamente 1995, com uma lesão lhe inviabilizando de disputar a Eurocopa 1996, embora se recuperasse a tempo de defender novamente o Spartak. Por esse clube, foi quatro vezes campeão russo. Seu time foi seguinte foi o Sokol Saratov, onde pendurou as chuteiras com apenas 31 anos, em 1998. Convencido a voltar a jogar em 2000, Pyatnitskiy encerrou definitivamente sua carreira como atleta no ano seguinte, após 16 partidas pelo Energiya Shatura.
Virou técnico em 2002, treinando o Almaz, clube amador da capital russa. Ele ainda teve passagens por Gazovik Orenburg e Vityaz até 2007, quando voltou ao Spartak para assumir a academia de base dos Krasno-Belye, chegando também a ser auxiliar-técnico e treinador do time reserva. Foi também auxiliar no Rosich Moskovsky entre 2015 e 2016, ano em que treinou outro Rosich, desta vez o de Moscou, onde permaneceu até 2018. Em 2019, Pyatnitskiy foi contratado para ser auxiliar-técnico do Khimik-Arsenal.

## Títulos
Spartak Moscou
- Campeonato Russo: 4 (1992, 1993, 1994 e 1996)
- Copa da União Soviética/CEI: 1 (1992)
- Copa da Rússia: 1 (1994)

## Links
- Andrey Pyatnitskiy em National-Football-Teams.com